# Verona (Wisconsin)
Verona es una ciudad ubicada en el condado de Dane en el estado estadounidense de Wisconsin. En el Censo de 2010 tenía una población de 10.619 habitantes y una densidad poblacional de 644,45 personas por km².

## Geografía
Verona se encuentra ubicada en las coordenadas 42°59′9″N 89°32′11″O / 42.98583, -89.53639. Según la Oficina del Censo de los Estados Unidos, Verona tiene una superficie total de 16.48 km², de la cual 16.33 km² corresponden a tierra firme y (0.91%) 0.15 km² es agua.

## Demografía
Según el censo de 2010, había 10.619 personas residiendo en Verona. La densidad de población era de 644,45 hab./km². De los 10.619 habitantes, Verona estaba compuesto por el 93.29% blancos, el 1.3% eran afroamericanos, el 0.26% eran amerindios, el 2.52% eran asiáticos, el 0.03% eran isleños del Pacífico, el 0.72% eran de otras razas y el 1.88% pertenecían a dos o más razas. Del total de la población el 2.43% eran hispanos o latinos de cualquier raza.